# Borgo Lares
Borgo Lares är en kommun i provinsen Trento i regionen Trentino-Sydtyrolen i Italien. Kommunen hade 709 invånare (2018).
Kommun bildades den 1 januari 2016 genom en sammanslagning av de tidigare kommunerna Bolbeno och Zuclo.